# بحيرة أغولميم
بحيرة أغولميم هي بحيرة تقع في كتلة أكفادو التابعة لجماعة طيبان بولاية بجاية بالجزائر.

## الجغرافيا

### الموقع
بحيرة أغولميم تقع في الكتلة الغابية لأكفادو، في دائرة شميني الواقعة على بعد حوالي 60 كيلومترًا جنوب غرب بجاية، في منطقة القبائل. ويبلغ ارتفاع البحيرة 1,035 مترًا فوق مستوى سطح البحر. أعلى نقطة في المناطق المجاورة القريبة من البحيرة هي بارتفاع 1,562 مترًا فوق مستوى سطح البحر. حول البحيرة مناظر طبيعية أغلبها من الأراضي الزراعية.

### مناخ
يسود المناخ المتوسطي في المنطقة. يبلغ متوسط درجة الحرارة السنوية في المنطقة 19 درجة مئوية. يعتبر شهر يوليو أكثر الشهور حرارة حيث يبلغ متوسط درجة الحرارة 31 درجة مئوية، بينما يعد شهر يناير أكثر الشهور برودة بمتوسط 8 درجات مئوية. يبلغ متوسط هطول الأمطار السنوي 1,055 مليمترًا. يُعد شهر فبراير أكثر الشهور مطرًا بمتوسط هطول 189 ملم، بينما يعتبر شهر يوليو الأكثر جفافًا بمتوسط هطول 5 ملم من الأمطار.

## أنظر أيضا
- بحيرة مينغو